# Izvoru Dulce (Merei), Buzău
Izvoru Dulce este un sat în comuna Merei din județul Buzău, Muntenia, România. Se află în apropierea dealurilor Istriței, în vestul județului.
Satul a fost în trecut reședința comunei Sărățeanca, formată în 1931 din satele Dobrilești, Izvoru-Dulce, Nenciulești, Valea Botei și Valea Vistierului. Comuna a fost desființată în 1968 și alipită comunei Merei.

## Monumente istorice
Liste principale: Lista monumentelor istorice din județul Buzău - I, Lista siturilor arheologice din județul Buzău - I
În Patrimoniul cultural național al României și în Repertoriul Arheologic Național (RAN) sunt înscrise 14 monumente istorice și situri arheologice aflate în aceastǎ localitate:
- Ansamblul bisericii medievale "Sf. Treime" (fosta „Sf. Troiță”), localizat în cartierul Valea Botei, datând din anul 1813, compus din biserică și clopotniță;
- Pivnița Brâncovenească, localizatǎ „Pe Musceleanu”, în vii, datând de la sfârșitul secolului al XVII-lea;[5]
- Așezare medievalǎ, punct „Aprodești” (localizatǎ la E de drumul spre Vâlcele până la Gârla Sărății, datând din sec. VIII - XI, Epoca medievală timpurie, Cultura Dridu);
- 2 așezari, punct „Pe Coturi” (localizate la S de sat, pe pârâul Sărata, una datând din sec. VI - VII, Epoca migrațiilor și una datând din sec. VIII - XI, Epoca medievală timpurie, Cultura Dridu);
- 2 așezǎri, punct „Cerchez” (localizate în loturile dintre șoseaua spre Șarânga și drumul spre Valei Botei și pe terenul aflat în marginea de S a satului Valea Botei, una datând din mil. VI - V, Neolitic și una datând din sec. II - X, Epoca migrațiilor);
- 2 așezǎri, punct „Țigănie” (localizate în gospodăriile Sandu Borcan și vecinii, până la Mihai Chirana și spre N, până la drumul de sub fostul conac Nigrim, una datând din sec. IV - VI p. Chr., Epoca migrațiilor și una datând din sec. II - III p. Chr.);
- Așezare, punct „Pe Grui” (localizatǎ la NV de sat, între Valea Izvoru Dulce și Gârla Sărății, în dreptul cartierului Manoloiești, datând din mil. III - II, Epoca bronzului, Cultura Monteoru);
- 2 necropole (localizate pe malul drept al pârâului Valea Seacă, de la pod spre confluența cu Sărata, în gospodăria Dobrescu Gheorghe, una datând din sec. IV - V p. Chr., Epoca migrațiilor și una datând din sec. IV - III a. Chr., Latène);
- Cruce de piatră, localizatǎ lângă drumul spre moară, datând din 1808.

Alte monumente:
- "Conacul Sărățeanu" - începutul secolului al XX-lea;[6]
- Monumentul în formă de obelisc, ridicat în cinstea eroilor satului în timpul Războiului de Independență și în cel al Reîntregirii (“Plevna, Turtucaia, Oituz, Mărășești”, “În amintirea eroilor 1916-1919”), dar si pentru cei căzuți la 1941-1945;[7]
- Cișmeaua străjuită de “Crucea lui Vasilică”, construitǎ în cinstea eroului de aviație Vasilică Gh. Rădulescu (Vecher) decedat la 25 noiembrie 1942 în Al Doilea Război Mondial.[7]

## Învățământ
În localitate există o școală cu ciclu gimnazial și o grădiniță.

## Biserici
Biserica medievalǎ "Sf. Treime" (a doua zi de Rusalii), de rit ortodox, monument istoric. De asemenea, în localitate există și o casă de rugăciune pentru credincioșii adventiști.

## Obiective turistice
- Megalitii poetului Ion Gheorghe[8]
- Conacul Danescu (spre Nenciulești)[9]
- Podurile din piatră (spre Șarânga, podurile sunt situate sub DJ 205, primul peste gârla Dării și al doilea la 700 m spre est, la Coasta Puțului)[10]
- Drumul Cramelor[11]